# Artiodactylamorpha
Artiodactylamorpha – klad ssaków obejmujący parzystokopytne wraz z taksonami bliższymi im niż innym współczesnym ssakom.
Tradycyjnie systematyka ssaków wyróżnia kopytne w randze nadrzędu, zaliczając doń rząd parzystokopytnych. Dzieli je dalej na podrzędy: świniokształtne, do których zaliczają się świniowate, pekariowate i hipopotamowate, wielbłądokształtne (rodzina wielbłądowatych) i przeżuwacze. Do tych ostatnich zaliczają się kanczylowate, piżmowcowate, jeleniowate, widłorogowate, żyrafowate i wołowate. Prócz tego wyróżnia się także rodziny wymarłe. Odrębny rząd stanowią walenie, dzielone na fiszbinowce (rodziny walowatych, płetwalowatych, pływaczowatych i walenikowatych), zębowce (delfinowate, narwalowate, morświnowate, kogiowate, kaszalotowate, suzowate, iniowate i zyfiowate) i wymarłe prawalenie (Pakicetidae, Ambulocetidae, Remingtonocetidae, Protocetidae i bazylozaury). Artiodactylamorpha, definiowane jako parzystokopytne (Artiodactyla) wraz ze wszystkimi wymarłymi taksonami bliższymi współczesnym parzystokopytnym niż dowolnym innym obecnie żyjącym taksonom, obejmują wszystkie wymienione wyżej rodziny, należą bowiem do nich parzystokopytne we współczesnym, kladystycznym rozumieniu, wraz z ich bliskimi krewnymi. Artiodactylamorpha definiowane są jako klad typu stem, a jego wewnętrznym kladem typu node są właśnie Artiodactyla. W ujęciu Spaulding i współpracowników w obrębie tej grupy wyróżnia się 4 duże klady, pozostające względem siebie w politomii:
- Camelidamorpha (taksony bliższe wielbłądokształtnym – wraz z nimi samymi – niż innym dzisiejszym taksonom[13])
- Cetancodontamorpha (taksony bliższe Cetancodonta – wraz z nimi samymi – niż innym taksonom, zawierające hipopotamy i walenie[13]; grupy te według badań z końca XX wieku są ze sobą blisko spokrewnione[14][15][16] i tworzą klad Whippomorpha[17], zwany też Cetancodonta[13])
- Ruminantiamorpha (taksony bliższe przeżuwaczom – wraz z nimi samymi – niż innym dzisiejszym taksonom[13])
- Suinamorpha (taksony bliższe świniokształtnym – wraz z nimi samymi – niż innym dzisiejszym taksonom, jednak bez hipopotamowatych, klasyfikowanych wraz z waleniami[13])

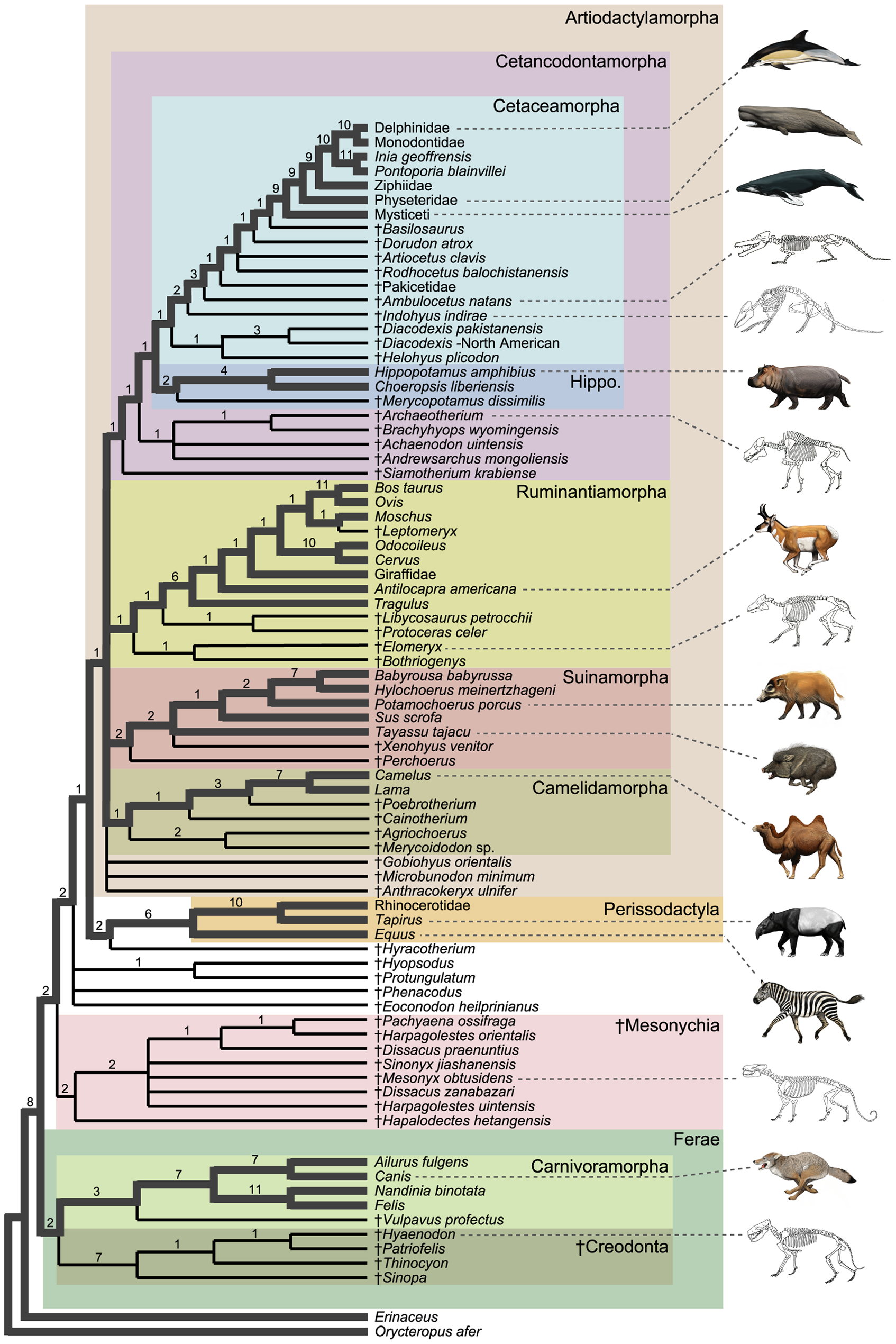
Kladogram przedstawiony przez Spaulding, O’Leary i Gatesy’ego w 2009,
Artiodactylamorpha zaznaczono barwą szarą)